# Partherkrieg des Lucius Verus
Der Partherkrieg des Lucius Verus war eine Auseinandersetzung zwischen dem Römischen Reich und den Parthern in den Jahren 161 bis 166 nach Christus.

## Quellenlage

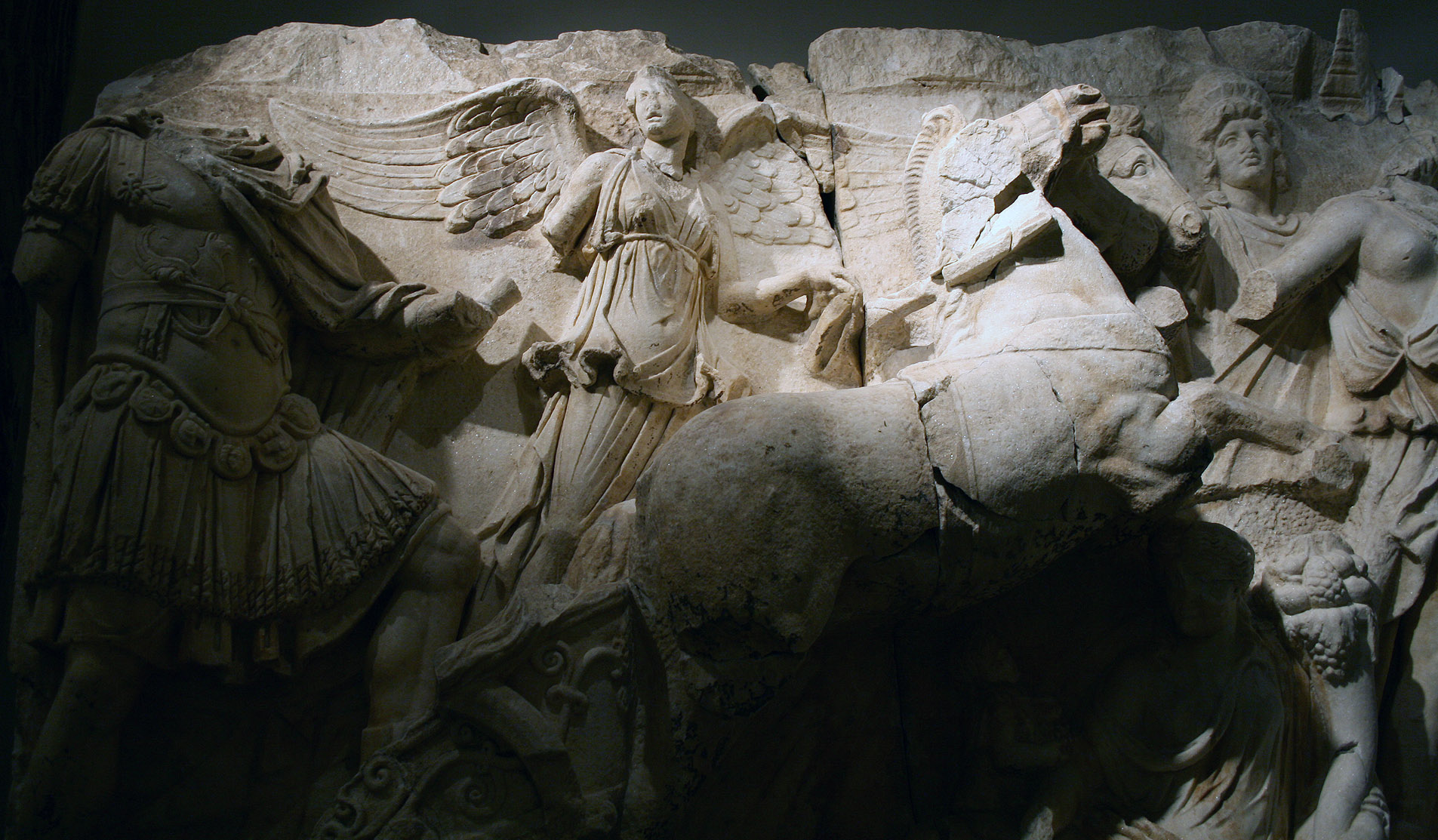
Reliefplatte des „Partherdenkmals“ von Ephesos

### Vorgeschichte und Kriegsausbruch

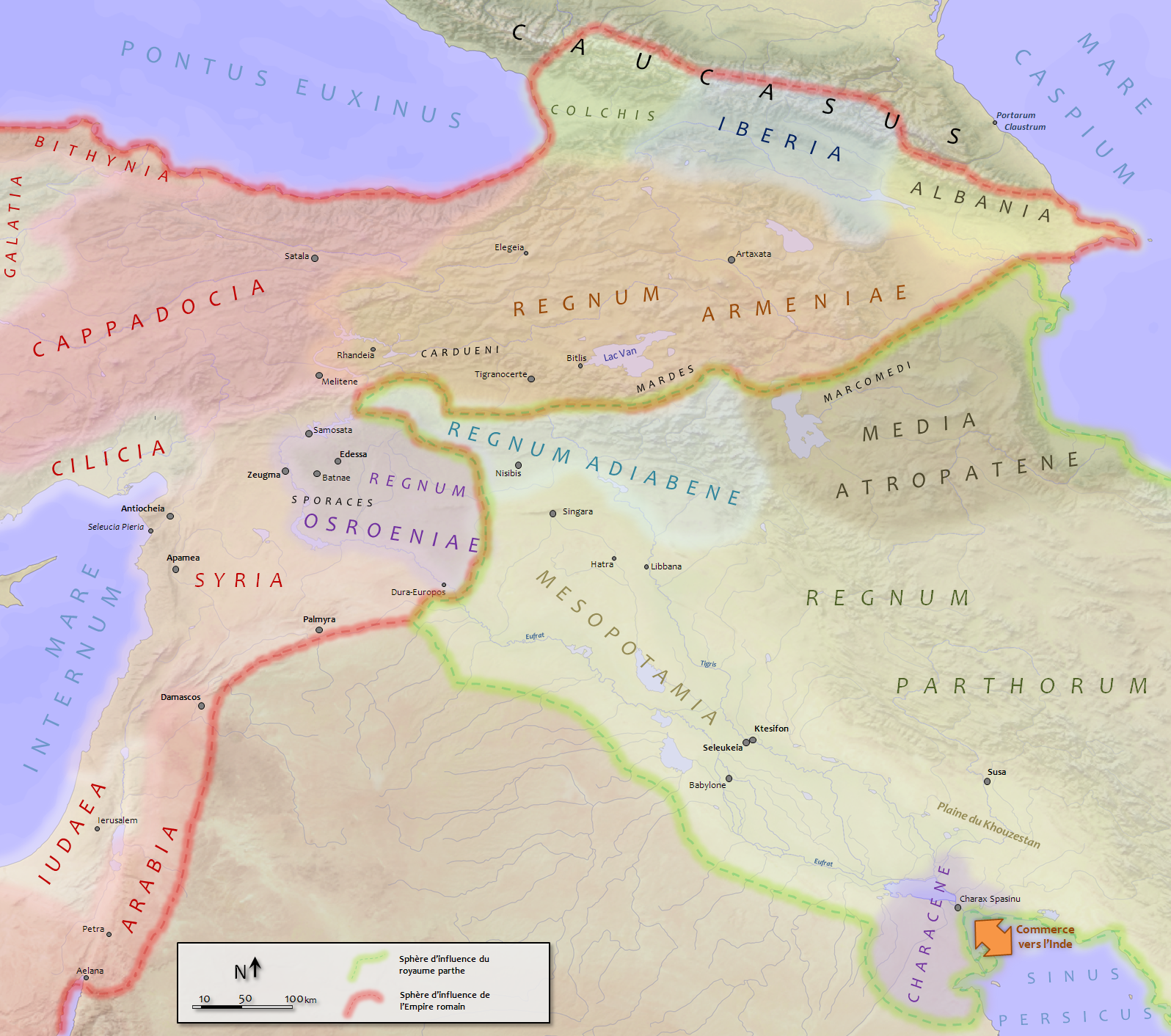
Geopolitische Lage im Jahre 110 n. Chr. vor dem Partherkrieg des Trajans (Regierungszeit 98–117 n. Chr.), es zeigt sich eine ähnliche Situation wie unter Hadrian (Regierungszeit 117–138 n. Chr.) und Antoninus Pius (Regierungszeit 138–161 n. Chr.). Die Osrhoene war zu dieser Zeit nicht Teil des Imperium Romanum, stand allerdings unter römischem Einfluss.

### Die römische Gegenoffensive

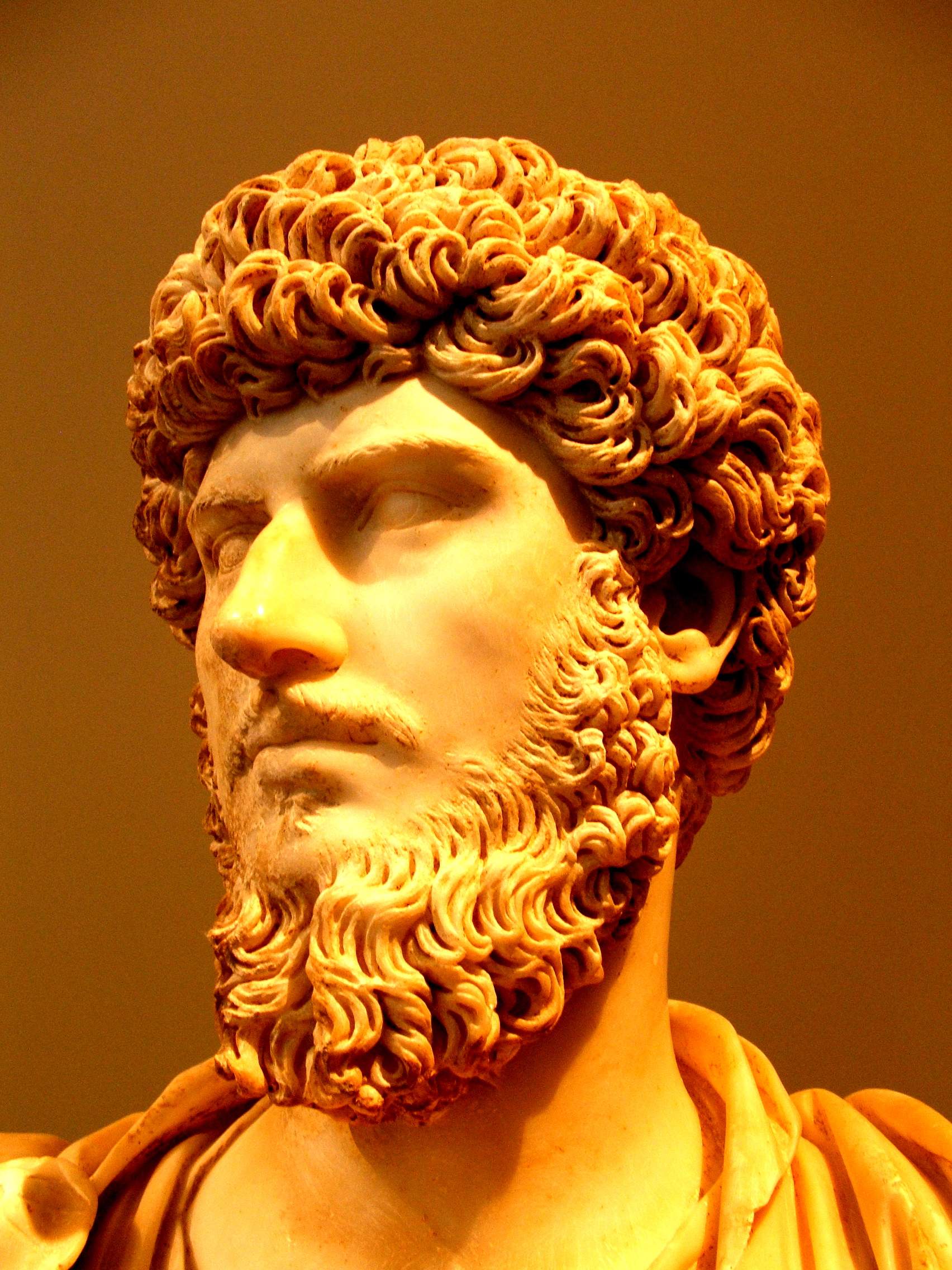
Lucius Verus
Metropolitan Museum of Art

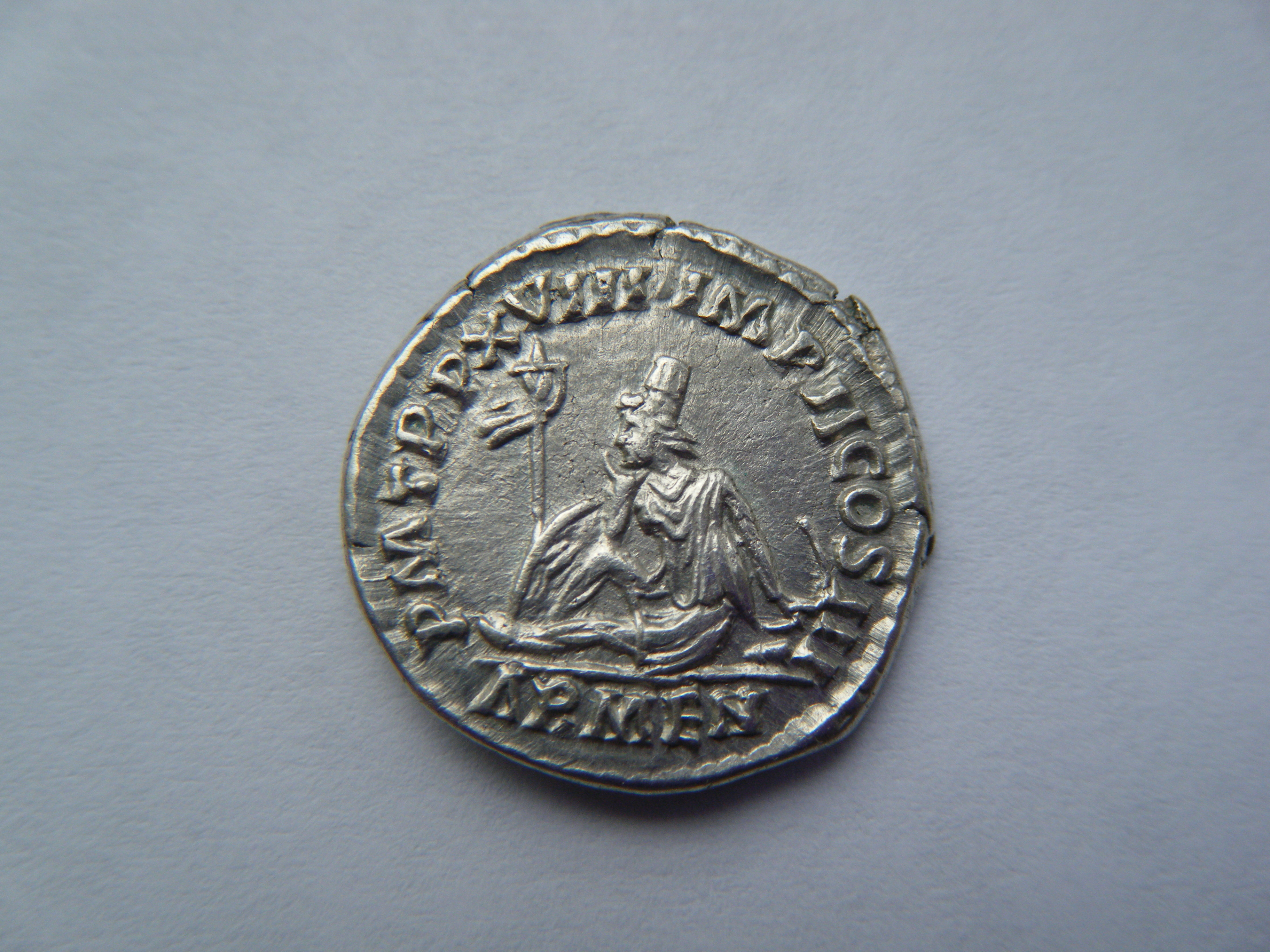
Denar des Marcus Aurelius, Rückseite mit der gefangenen Armenia